# كيني برايس
كيني برايس (بالإنجليزية: Kenny Price)‏ هو مغني وكاتب أغاني كانتري ومقدم برامج أمريكي.

## السيرة
ولد جيمس كينيث برايس يوم 27 مايو 1931 في بلدة فلورنس في كنتاكي، ونشأ في مزرعة قريبة. تعلم العزف على الجيتار عندما كان في الخامسة من عمره. وفي سن الرابعة عشرة، بدأ يعزف الموسيقى على الراديو في كوفينجتون. خدم برايس في الجيش خلال الحرب الكورية، وصل إلى رتبة عريف. درس لفترة وجيزة في معهد سينسيناتي للموسيقى وأصبح موسيقيًا في برنامج ميدوسترن هيرايد، وتولى في النهاية تقديم العرض حتى توقف بثه في أوائل السبعينيات.
سجل أغانيه في البداية على علامة بون ريكوردز، ثم انتقل إلى RCA في عام 1969 وبقي معها حتى عام 1976. دخلت 34 أغنية له قائمة بيلورد لأغاني الكانتري، منها أربعة ضمن العشر الأوائل: "Walking On New Grass" (المركز السابع، 1966)، "Happy Tracks" (المركز السابع، 1967)، "Biloxi" (المركز الثامن، 1970)، "The Sheriff of Boone County" (امركز العاشر، 1971).
كان طوله 6 أقدام و 6 بوصات (198 سم) ويزن 300 رطل (136 كج) تقريبا، وكان يلقب بـ "Round Mound of Sound". وسخر من نفسه في العديد من أغانيه الكوميدية.
في عام 1976، انتقل برايس إلى ناشفيل وانضل للبرنامج التلفزيوني Hee Haw، وبقي فيه حتى وفاته. أصبح مغني الجهير في فريق البرنامج الرباعي الذي ضم غراندبا جونز وباك أوينز وروي كلارك. كما اشترك مع زميلته لولو رومان في تقديم برنامج قصير الأجل يدعى Hee Haw Honeys، والذي استمر من 1978 إلى 1979.
توفي برايس بنوبة قلبية في فلورنس في كنتاكي عن عمر يناهز 56 عامًا. 

## وصلات خارجية
- كيني برايس على موقع IMDb (الإنجليزية)
- كيني برايس على موقع ميوزك برينز (الإنجليزية)
- كيني برايس على موقع ديسكوغز (الإنجليزية)